# 太平戲院 (廣州)
太平戲院，又稱太平大戲院，是曾存在於廣東省廣州市的一間戲院，於1921年間由時廣州商團中人所辦，位置在城西豐寧路西瓜園（今人民中路南方娛樂總會）。其老闆為影星鄧光榮的父親鄧博文。在1970年由於當局防空隧道工程，導致地基下沉被清拆，1990年政府地產商在原址重建大樓。

## 概覽
其是仿照上海大舞台戲院，設立有活動戲臺，每一幕完後可將戲臺轉動，省卻落幕後佈景之煩。觀眾以此為廣州前所未有而趨之若鶩，戲班亦鍾情於此演出。

## 歷史
1925年，馬師曾的大羅天班在這裡演出過《苦鳳鶯憐》、《佳偶兵戎》和《狸貓換太子》等。
太平戲院以演粵劇為主，也上演過話劇。當時為惠福（警察）分局管轄辖，坐位等次六等，日场正午十二时，票价一毫半至一元四毫，夜场下午七时（逢星期六下午八时），二毫至三元。抗戰爆發後，太平戲院上演大型歷史劇《黃花崗》，廣東話劇界的“三大小生”（李門、張村、卓文彬）與“三大名旦”（梁綺、阮琪、鄺清輝）都在戲中擔任要角，演出大獲成功，被全城熱議。
可惜該院地點當時非繁盛之處，又屢遭軍隊借駐，故營業日漸不景。其活動舞臺又因設計不合理致使用不方便，亦於1936年廢棄。